# Kič
Kič je niskovrijedno stvaralaštvo s umjetničkim pretenzijama i ciljem dostupnosti što širem krugu ljudi. Najčešće podilazi nerazvijenom ukusu i izvjesnim potrebama ljudi, koje su na granici vrijednosne i moralne neprihvatljivosti, ali s jakim emocionalnim nabojem. Radi zaštite od negativnog utjecaja kiča u svim područjima života pojedine zemlje pribjegavaju većem oporezivanju ili zabrani distribucije takvih proizvoda.

## Definicije
Postoji nekoliko karakterističnih definicija kiča i sve one opisuju kič kao lošu pojavu, kao robu čiji je jedini cilj da se proda, a neke čak opisuju kič kao laž ili slabost umjetnika i uopće ljudi. Najveći broj autora se slaže da je kič prateća pojava masovne kulture, koju veliki broj sociologa izjednačava s kulturom najniže razine nazivajući je vulgarnom. Ako bi se kič gledao u širem smislu, mogao bi se izjednačiti s masovnom kulturom, ali u užem, odnosi se samo na umjetnost i predstavlja snižavanje njene vrijednosti. Kič se razlikuje od umjetnosti, ali ima neke sličnosti s njom.

## Karakteristike kiča
Kič je proizvod koji podsjeća na umjetnost, jer je poput nje, dostupan osjetilima. Razlika je u tome što je kič loše izvedena umjetnička zamisao i najčešće je falsifikat originala koji se vrednuje kao umjetničko djelo. To ne znači da kič stvaraju ljudi koji su lišeni estetskog iskustva; naprotiv, često ga rade umjetnici.
Kič je dopadljiv, bez obzira o kojoj vrsti umjetnosti je riječ. Pri stvaranju kiča koriste se privlačne boje ili melodije koje mogu izazvati uživanje i zadovoljstvo, ali ne i misaoni ili duhovni napor. Kič pobuđuje površne i trenutne osjećaje, kao što su smijeh ili plač prilikom gledanja neke televizijske melodrame.
Kič postoji zahvaljujući ljudima koji ga kupuju, tzv. "kič-ljudima" kojima zadovoljava njihove potrebe.

## Kič u širem smislu
Kič se može promatrati i kao manipulaciju svim bitnim kulturnim vrijednostima, kojima osim umjetnosti pripadaju i moral, znanost i religija. Mnogi časopisi i novine često banaliziraju znanstvena dostignuća kako bi ih približili masovnoj publici. Religijski kič dolazi do izražaja na grobljima gdje se ponekad grade nekropole poput vikendica s televizorom, računalom i drugim stvarima. Međutim, kič može imati i pozitivne efekte, kao i kompletna masovna kultura. Neka osoba čitajući članak o psihoanalizi u revijalnom časopisu može se zainteresirati pročitati ozbiljniju literaturu na tu temu ili gledajući film, poželjeti pročitati originalnu knjigu po kojoj je film nastao. Zbog toga se masovna kultura gleda i kao oblik demokratizacije kulture. Kič u glazbi naziva se šund. To su pjesme lakih nota s banalnim tekstovima, koje ne izazivaju napor pri slušanju i nemaju umjetničku vrijednost. Primjer televizijskog kiča su sapunice, koje imaju, banalnu predvidljivu i lako pamtljivu radnju s likovima čija je prošlost puna skandala i senzacionalnih obrata. Novinarski kič je prenaglašeni senzacionalizam, traženje skandala, previše trivijalnih tema, promoviranje nepoznatih osoba u zvijezde te davanje velikog prostora nebitnim temama, koje izazivaju niske strasti. 
Često se upotrebni predmeti poput sata proizvode kao kič, tako što se sat ugradi u neki lako prepoznatljiv oblik, kao što je teniski reket ili ključ. 
Talijanski sociolog kulture Gilo Dorfles kritizirao je nekoliko talijanskih pjevačica, nazivajući njihovu glazbu kičem, jer su postale zvijezde zahvaljujući svojoj odjeći, odnosno svom imidžu, a ne na temelju pjevačkih kvaliteta.